# Демографические показатели
Демографические показатели — основные показатели, характеризующие демографические процессы.

## Абсолютные демографические показатели

### Общая численность населения
P= P0 + (N — M) + (V+ — V-) = P0 + E + Vпр (уравнение демографического баланса)
P — общая численность населения

P0 — численность населения на начало периода 

N — общее число родившихся

M — общее число умерших

E — естественный прирост населения

V+ — число прибывших

V- — число выбывших

Vпр — миграционное сальдо

### Общий прирост населения
P1 — P0 = Pпр

Р0 — численность населения на начало периода (обычно год)

Р1 — на конец периода

### Естественный прирост населения
N — M = E

N — общее число родившихся

M — общее число умерших

Значение показателя может быть отрицательным, если имеет место естественная убыль населения (в России с 1992 по 2012)

### Миграционноесальдо(чистая миграция)
В отношении прибывших и выбывших во многих странах существует недоучет, в США эмигрантов вообще не учитывают. Тогда ищут сальдо косвенно из уравнения демографического баланса, предложенного ООН в 1960-х.

### Доля женщин репродуктивного возраста
{\displaystyle F={\frac {N_{x}}{W_{x}\times T}}-W_{x}}

## Общие демографические коэффициенты
Для общих коэффициентов характерно: стоящее в числителе число демографических событий относится ко всему населению, а не только к той его части, которая порождает данное событие; при этом наступление данного события не уменьшает величину знаменателя.

### Коэффициенты рождаемости и смертности
{\displaystyle n={\frac {N}{P}}\times 1000} (число родившихся живыми {\displaystyle N} на тысячу человек в среднем за год Невозможно разобрать выражение (SVG (MathML можно включить с помощью плагина для браузера): Недопустимый ответ («Math extension cannot connect to Restbase.») от сервера «http://localhost:6011/ru.wikipedia.org/v1/»:): {\displaystyle P}
)
{\displaystyle m={\frac {M}{P}}\times 1000}
{\displaystyle M} — число смертей за данный год;

{\displaystyle N} — число рождений за данный год;

{\displaystyle P} — средняя численность населения за год.

### Специальный коэффициент рождаемости
Специальный коэффициент рождаемости ({\displaystyle F_{15-49}}) представляет собой отношение родившихся живыми за календарный год к среднегодовой численности женщин репродуктивного возраста:
{\displaystyle F_{15-49}={\frac {N}{W_{15-49}}}\times 1000},
где {\displaystyle W_{15-49}} — средняя численность женщин в возрасте от 15 до 49 лет;

{\displaystyle N} — число родившихся.

### Коэффициент интенсивности рождений
{\displaystyle I={\frac {N_{x}}{W_{x}}}}
{\displaystyle N_{x}} — число рождений у женщин возраста x лет;

{\displaystyle W_{x}} — среднегодовая численность.

### Коэффициент младенческой смертности
{\displaystyle m_{0}={\frac {M_{0}}{{\frac {2N_{0}}{3}}+{\frac {N_{-1}}{3}}}}\times 1000}; (формула Ратса)

{\displaystyle m_{0}=({\frac {M_{0}}{N_{0}}}+{\frac {M_{-1}}{N_{-1}}})\times 1000};
M0 — число умерших в возрасте от 0 до 1 года

M−1 — число детей, умерших в возрасте до года из числа родившихся в предыдущем году

N0 — число родившихся в отчетном году;

N−1 — число родившихся в предыдущем году.

### Коэффициент брачности
{\displaystyle b={\frac {B}{P\times T}}\times 1000}
{\displaystyle B} — общее число браков;

{\displaystyle P} — среднее население в трудоспособном возрасте;

{\displaystyle T} — 1 календарный год.

### Коэффициент разводимости
{\displaystyle S_{r}={\frac {R}{P\times T}}\times 1000}
{\displaystyle R} — общее число разводов.
Коэффициенты брачности и разводимости показывают число демографических событий, приходящихся на 1000 человек населения, и выражаются в промилле.
Индекс разводимости определяется по формуле:
{\displaystyle I={\frac {R}{B}}}

## Показатель средней продолжительности предстоящей жизни
{\displaystyle e_{x}={\frac {T_{x}}{l_{x}}}}
Tx — число человеколет, которое предстоит прожить после достижения точного возраста x лет
lx — число доживающих до возраста x лет

## Коэффициенты воспроизводства населения
- Брутто-коэффициент воспроизводства населения — исчисляется на основе количества девочек, которое в среднем родит каждая женщина за весь свой репродуктивный период и равен суммарному коэффициенту рождаемости, умноженному на долю девочек среди новорожденных.

- Нетто-коэффициент воспроизводства населения — среднее число девочек, рождённых за всю жизнь женщиной и доживших до конца репродуктивного периода при данных уровнях рождаемости и смертности.

- Истинный коэффициент естественного прироста.